# Max Cohen (Anwalt)
Max Cohen (* 15. März 1842 in Altona; † 15. Juli 1918 in Hamburg) war ein deutscher Rechtsanwalt und Politiker.

## Leben
Cohen erlangte im Herbst 1859 die Reifeprüfung und studierte anschließend Rechtswissenschaften. Er schloss sein Studium 1862 in Heidelberg ab. Cohen wurde 1862 in Hamburg per Senatsbeschluss für volljährig erklärt. Am 18. Mai 1864 wurde Cohen in Hamburg als Advokat zugelassen, er war bis 1918 als solcher eingeschrieben. Er assoziierte sich 1870 mit Simon Israel in Firma Dr. Max Cohen & Dr. Simon Israel. Nach 1895 wandelte sich die Firma zu Dres. Max Cohen & Blumenfeld, Tachau & Tendler.
Cohen gehörte seit 1878 dem Hamburger Grundeigentümerverein an, war dort seit 1882 Vizepräsident und von 1896 bis zu seinem Tod erster Vorsitzender. Er war seit 1890 Gemeindepräsident der jüdischen Gemeinde am Rothenbaum.
Cohen gehörte von 1902 bis 1918 der Hamburgischen Bürgerschaft an, er war Mitglied der Fraktion der Linken, ab 1918 der Hamburger Fraktion.